# Goya (Band)
Goya ist eine polnische Popband. Sie wurde 1995 in Warschau gegründet.

## Diskografie
Alben
- 1998: Goya
- 2003: Kawałek po kawałku
- 2005: Smak słów
- 2007: Horyzont zdarzeń[2]
- 2009: Od wschodu do zachodu[3]
- 2012: Chwile[4]
- 2015: Widoki